# Ricardo (album)
Ricardo – czternasty album studyjny polskiego zespołu hip-hopowego Slums Attack, wydany pod szyldem „Peja/Slums Attack”. Wydawnictwo ukazało się 21 maja 2021 roku nakładem wytwórni muzycznej RPS Enterteyment. Album w całości wyprodukował Magiera.

## Lista utworów
| Nr  | Tytuł utworu                                                   | Długość |
| --- | -------------------------------------------------------------- | ------- |
| 1.  | „Intro”                                                        | 1:08    |
| 2.  | „Flow Must Go On” (gościnnie: Donguralesko)                    | 2:44    |
| 3.  | „Mindset”                                                      | 3:10    |
| 4.  | „Jak Nipsey” (gościnnie: Sztoss)                               | 3:34    |
| 5.  | „Droga mistrza” (gościnnie: VNM & DJ. Urlich)                  | 3:26    |
| 6.  | „Target” (gościnnie: Simpson & John Mojo)                      | 3:26    |
| 7.  | „Przystań”                                                     | 4:38    |
| 8.  | „Kierap” (gościnnie: Sokół)                                    | 4:22    |
| 9.  | „Dzień Sądu” (gościnnie: Kaz Bałagane)                         | 3:44    |
| 10. | „Smak życia” (gościnnie: Pezet)                                | 3:24    |
| 11. | „Wszyscy umrzemy” (gościnnie: Perro ZW, Shazaam & DJ. Element) | 4:27    |
| 12. | „Jak młot” (gościnnie: HAŁASTRA)                               | 4:13    |
| 13. | „Ricardo”                                                      | 3:23    |
| 14. | „Pamięć absolutna” (gościnnie: DVJ. Rink)                      | 3:12    |
| 15. | „Wejście smoka (Magiera 3 zwrotka RMX)” (Bonus Track)          | 3:26    |
| 16. | „Życiówka (Magiera remix)” (Bonus Track)                       | 5:05    |
| 17. | „Big Rich (Magiera 3 zwrotka remix)” (Bonus Track)             | 4:28    |
|     |                                                                | 1:01:50 |

## Listy sprzedaży
| Kraj          | Lista | Pozycja |
| ------------- | ----- | ------- |
| Polska (ZPAV) | OLiS  | 2       |